# Conférence von Neumann
Pour les articles homonymes, voir Neumann.
Ne pas confondre avec le Prix de théorie John-von-Neumann et le Prix John von Neumann.
La Conférence von Neumann (John von Neumann Lecture Prize) est une distinction mathématique créée en 1959 avec des fonds provenant d'IBM et d'autres entreprises, et attribuée pour « des contributions exceptionnelles au domaine des mathématiques appliquées et pour une communication efficace de ces idées à la communauté »,. Elle est considérée comme le plus grand honneur décerné par la Society for Industrial and Applied Mathematics (SIAM),,. Le lauréat reçoit une somme de 5 000 $ et donne une conférence à la réunion annuelle de la SIAM.

## Lauréats
- 1960 Lars Valerian Ahlfors
- 1961 Mark Kac
- 1962 Jean Leray
- 1963 Stanislaw Ulam
- 1964 Solomon Lefschetz
- 1965 Freeman Dyson
- 1966 Eugene Wigner
- 1967 Chia-Chiao Lin
- 1968 Peter Lax
- 1969 George F. Carrier
- 1970 James H. Wilkinson
- 1971 Paul Samuelson
- 1974 Jule Gregory Charney
- 1975 Michael James Lighthill
- 1976 René Thom
- 1977 Kenneth Arrow
- 1978 Peter Henrici
- 1979 Kurt Friedrichs
- 1980 Keith Stewartson
- 1981 Garrett Birkhoff
- 1982 David Slepian
- 1983 Joseph Keller
- 1984 Jürgen K. Moser
- 1985 John Tukey
- 1986 Jacques-Louis Lions
- 1987 Richard Karp
- 1988 Germund Dahlquist
- 1989 Stephen Smale
- 1990 Andrew Majda
- 1992 Ralph Tyrrell Rockafellar
- 1994 Martin Kruskal
- 1996 Carl R. de Boor
- 1997 William Kahan
- 1998 Olga Ladyjenskaïa
- 1999 Charles Peskin
- 2000 Persi Diaconis
- 2001 David Leigh Donoho
- 2002 Eric Lander
- 2003 Heinz-Otto Kreiss
- 2004 Alan C. Newell
- 2005 Jerrold Marsden
- 2006 George Papanicolaou
- 2007 Nancy Kopell
- 2008 David Gottlieb
- 2009 Franco Brezzi
- 2010 Bernd Sturmfels
- 2011 Ingrid Daubechies
- 2012 John M. Ball
- 2013 Stanley Osher
- 2014 Leslie Greengard
- 2015 Jennifer Tour Chayes
- 2016 Donald Knuth
- 2017 Bernard J. Matkowsky
- 2018 Charles F. Van Loan
- 2019 Margaret H. Wright
- 2020 Nick Trefethen[7]
- 2021 Chi-Wang Shu
- 2022 Leah Keshet
- 2023 Yousef Saad